# Киевский завод «Радиоизмеритель»
Киевский завод "Радиоизмеритель" (укр. Київський завод "Радіовимірювач") — государственное предприятие военно-промышленного комплекса Украины, основной продукцией которого являются навигационно-посадочные приборы для летательных аппаратов военного и гражданского назначения.
Входит в перечень предприятий, имеющих стратегическое значение для экономики и безопасности Украины. 

## История

### 1944 - 1991
19 апреля 1944 года на площадях довоенного завода «Автомат» был создан электромеханический завод «Киевэнерго», основной задачей которого являлось восстановление уничтоженного войной энергетического хозяйства Киева.
В 1957 году завод был перепрофилирован и получил новое наименование - Киевский завод «Радиоизмеритель». Первой продукцией завода стал генератор метровых волн, в дальнейшем было освоено производство других приборов.
С 1964 года завод начал выпуск бортовой аппаратуры инструментальной системы посадки самолётов метрового диапазона.
В 1970 году завод изготавливал контрольно-вычислительные устройства, бортовое оборудование посадки самолетов, пульты проверки аппаратуры, малогабаритные имитаторы маяков и другое.
В 1985 году в составе предприятия было создано микроэлектронное производство «Микрон», которое в короткий срок освоило выпуск микроэлектронных устройств для изделий А-723, ILS-85, VOR-85, ДМЕ-85/р, СД-75, Б-20, С-20 и др.
В 1983 году коллективу завода было присвоено звание «Предприятие высокой культуры производства».
В 1986 году заводу было присвоено звание «Образцовое предприятие города Киева» с занесением на республиканскую Доску почёта.

### После 1991
В марте 1995 года завод был внесён в перечень предприятий, не подлежащих приватизации в связи с их общегосударственным значением.
В апреле 1998 года в соответствии с постановлением Кабинета министров Украины завод был передан в ведение министерства промышленной политики Украины.
14 марта 2007 года Кабинет министров Украины принял постановление № 428, в соответствии с которым был создан государственный концерн "Авиация Украины" (Державний концерн «Авіація України»), в состав которого был включён киевский завод «Радиоизмеритель» (позднее, 30 октября 2008 года концерн был переименован в государственный авиастроительный концерн «Антонов»).
По состоянию на начало 2008 года, завод осуществлял:
- производство самолётных дальномеров СД-75, СД-75М, ДМЕ/р-85, СД-67А; аппаратуры инструментальной системы посадки и ближней навигации "Курс" МП-70, VOR-85, ILS-85, А-611; контрольно-проверочной аппаратуры оценки параметров изделий ЛИМ-70, МИМ-70, ПКД, КДЛ[1]
- ремонт и техническое обслуживание выпускаемого оборудования[1]

9 июня 2010 года Кабинет министров Украины принял постановление № 405, в соответствии с которым завод вошёл в перечень предприятий авиапромышленности Украины, получающих государственную поддержку.
После создания в декабре 2010 года государственного концерна «Укроборонпром», предприятие было включено в состав концерна.